# اوا روپا
اوا روئوپّا (فنلاندی: Eeva Ruoppa؛ ۲ مهٔ ۱۹۳۲ – ۲۷ آوریل ۲۰۱۳) اسکی‌باز صحرانوردی اهل فنلاند بود.